# SciPy
SciPy — библиотека для языка программирования Python с открытым исходным кодом, предназначенная для выполнения научных и инженерных расчётов.

## История
В 1990-х годах Python был расширен типом массива для вычислений под названием Numeric (этот пакет в конечном итоге был заменен Трэвисом Олифантом, который написал NumPy в 2006 году, соединив Numeric и Numarray.
По состоянию на 2000 год число модулей росло и возрастал интерес к созданию полноценной среды для научных и технических вычислений. В 2001 году Трэвис Олифант, Эрик Джонс и Пиару Петерсон объединили написанный ими код и назвали получившийся пакет SciPy. Вскоре после этого Фернандо Перес выпустил IPython, расширенную интерактивную оболочку, широко используемую в сообществе технических вычислений, а Джон Хантер выпустил первую версию Matplotlib, библиотеки 2D-графиков для вычислений. С тех пор среда SciPy продолжала расти с появлением большего количества пакетов и инструментов для технических вычислений.

## Возможности
- поиск минимумов и максимумов функций;
- вычисление интегралов функций;
- поддержка специальных функций;
- обработка сигналов;
- обработка изображений;
- работа с генетическими алгоритмами;
- решение обыкновенных дифференциальных уравнений;
- и др.

Целевая аудитория — пользователи продуктов MATLAB и Scilab.
Для визуализации результатов расчётов часто применяется библиотека Matplotlib, являющаяся аналогом средств вывода графики MATLAB.
Библиотека SciPy распространяется по условиям лицензии BSD. Разработчиков финансирует фирма «Enthought».

## Структуры данных
Основной структурой данных в SciPy является многомерный массив, реализованный модулем NumPy (более старые версии SciPy использовали модуль Numeric).

## Модули

### Обзор
Доступные субпакеты:
constantsФизические константы и коэффициенты пересчёта (с версии 0.7.0).
clusterВекторное квантование.
fftpackДискретные алгоритмы преобразования Фурье.
integrateИнструменты для интегрирования.
interpolateИнструменты для интерполяции.
ioВвод-вывод данных.
libРабота со сторонними библиотеками.
linalgЛинейная алгебра.
miscРазное.
optimizeСредства оптимизации.
sandboxЭкспериментальный код.
signalОбработка сигналов.
sparseПоддержка разреженных матриц.
specialСпециальные функции.
statsСтатистические функции.
weaveИспользование кода, написанного на языках C и C++.

### Расширяемость
Функциональность библиотеки SciPy можно расширить с помощью других инструментов.
Примеры:
ГрафикаДля отрисовки двухмерной предназначено несколько библиотек: Matplotlib (рекомендуется), HippoDraw, Chaco, Biggles, Python Imaging Library, MayaVi (поддерживает трёхмерную графику).
ОптимизацияБиблиотеки для оптимизации: optimize (модуль встроен в SciPy), OpenOpt (предоставляет больше пакетов и решателей).
Анализ данныхМодуль RPy позволяет выполнять анализ данных с помощью языка программирования R.
База данныхБиблиотека SciPy может взаимодействовать с PyTables — иерархической базой данных, разработанной для управления большими объёмами данных; данные хранятся в файлах формата HDF5.
Интерактивная оболочкаIPython — это интерактивная среда для ввода и отладки кода, аналог оболочки MATLAB.
Символьная математикаБиблиотеки для символьных вычислений: PyDSTool (недоступная ссылка), Symbolic и SymPy.